# Радио Гама
Вижте пояснителната страница за други значения на Гама.
Радио Гама е бивша българска радиостанция, създадена през 1999 г. През февруари 2022 г. спира излъчване,за да тръгне Меджик ФМ.

## История
Радиото стартира на 20 септември 1999 г., като излъчва на честота 96,7 FM в град Видин и областта. Първото предаване на „Гама“ е сутрешният блок „Утрото с Христо Райков“. От 2007 до 2009 г. Гама е част от националната верига на Радио Фреш. От началото на 2011 г. Гама отново излъчва самостоятелна 24-часова програма.

## Предавания
- Гара надежда
- Следобед с Деси
- Студио Гама
- Еврика
- Велимира и приятели
- Фолклорна магия
- Спортна арена
- No orders
- Бумеранг
- Eurodance power
- The rush
- Фолклорна усмивка